# Cyaniris elothales
Cyaniris elothales är en fjärilsart som beskrevs av Hans Fruhstorfer 1910. Cyaniris elothales ingår i släktet Cyaniris och familjen juvelvingar. Inga underarter finns listade i Catalogue of Life.